# Гибралтар на Европском првенству у атлетици у дворани 2011.
Гибралтар је учествовао на 31. Европском првенству у дворани 2011. одржаном у Паризу, Француска, од 4. до 6. марта. Ово је било четврто Европско првенство у дворани од 1986. године када је Гибралтар први пут учествовао.
Репрезентацију Гибралтара представљала су двојица такмичара који су се такмичили у две дисциплине.
На овом првенству Гибралтар није освојио ниједну медаљу нити је постигнут неки рекорд.

## Учесници
Мушкарци
- Ендру Кавила — 60 м
- Дарил Васало — 800 м

## Резултати

### Мушкарци
| Атлетичар    | Дисциплина | Лични рекорд | Квалификације | Квалификације | Полуфинале           | Полуфинале           | Финале               | Финале       | Детаљи                                 |
| Атлетичар    | Дисциплина | Лични рекорд | Резултат      | Место         | Резултат             | Место                | Резултат             | Место        | Детаљи                                 |
| ------------ | ---------- | ------------ | ------------- | ------------- | -------------------- | -------------------- | -------------------- | ------------ | -------------------------------------- |
| Ендру Кавила | 60 м       |              | 7,61          | 8. у гр. 1    | Није се квалификовао | Није се квалификовао | Није се квалификовао | 35 / 35 (36) | Архивирано на веб-сајту (16. јул 2011) |
| Дарил Васало | 800 м      | 1:57,66      | 2:02,41       | 6. у гр. 3    | Није се квалификовао | Није се квалификовао | Није се квалификовао | 24 / 24 (26) | Архивирано на веб-сајту (16. јул 2011) |